# 모리셔스 시간
|  | UTC−01:00 | 카보베르데 시간                                                                     |
|  | UTC±00:00 | 서유럽 표준시 · 그리니치 평균시                                                     |
|  | UTC+01:00 | 중앙유럽 표준시 · 서아프리카 표준시 · 서유럽 일광 절약 시간대                       |
|  | UTC+02:00 | 중앙아프리카 시간 · 동유럽 표준시 · 남아프리카 표준시 · 서아프리카 일광 절약 시간대 |
|  | UTC+03:00 | 동아프리카 시간                                                                     |
|  | UTC+04:00 | 모리셔스 시간 · 세이셸 시간                                                         |

모리셔스 시간(영어: Mauritius Time, MUT)은 모리셔스에서 사용되는 시간대로, 협정 세계시 (UTC)에서 4시간 빠른 표준시이다. (UTC+4)
일광 절약 시간제는 사용되지 않지만, 2008년에만 사용되었다.

## 협정 세계시와의 환산
| 협정 세계시(UTC) | 모리셔스 시간(NUT) |
| ---------------- | ------------------ |
| 00:00            | 04:00              |
| 01:00            | 05:00              |
| 02:00            | 06:00              |
| 03:00            | 07:00              |
| 04:00            | 08:00              |
| 05:00            | 09:00              |
| 06:00            | 10:00              |
| 07:00            | 11:00              |
| 08:00            | 12:00              |
| 09:00            | 13:00              |
| 10:00            | 14:00              |
| 11:00            | 15:00              |
| 12:00            | 16:00              |
| 13:00            | 17:00              |
| 14:00            | 18:00              |
| 15:00            | 19:00              |
| 16:00            | 20:00              |
| 17:00            | 21:00              |
| 18:00            | 22:00              |
| 19:00            | 23:00              |
| 20:00            | (다음 날) 00:00    |
| 21:00            | (다음 날) 01:00    |
| 22:00            | (다음 날) 02:00    |
| 23:00            | (다음 날) 03:00    |